# جون أوتو مارش الابن
جون أوتو مارش الابن (بالإنجليزية: John Otho Marsh junior)‏ (7 أغسطس 1926 – 4 فبراير 2019) هو سياسي، ومحام من الولايات المتحدة الأمريكية ولد في وينشستر. كان عضوًا في الحزب الديمقراطي الأمريكي.